# Кампаку
Кампаку (јап. 関白) је стара јапанска титула званичника који је означавао царевог главног саветника. Ова титула била је изузетно висока па су њени носиоци били једни од најмоћнијих људи у Јапану (еквивалент турском великом везиру или европском канцелару) само са царом и шогуном изнад себе. Неретко су служили као регенти малолетном владару одлучујући уместо њих. Први носиоци ове тутуле били су припадници Фуџивара клана.
Титула кампакуа је врло слична титули сешоа. Обе ове титуле су се на јапанском језику називале секан (摂関), а породице које су их држале су се називале секан-ке (секанске породице). Сешо и кампаку се врло мало разликују па их носиоци обично промене по сазревању или промени владара услед смрти или повлачења. Ипак особе са титулом сешоа нису увек носиле титулу кампакуа (нпр. принц Шотоку) али су исто ословљаване са денка (殿下) што би у преводу значило "ваше височанство" израз који је коришћен и за ословљавање припадника царске породице.
За време Хејан периода, кампаку је владао Јапаном све до јачања ратничке класе кад ту улогу преузима шогун. Ипак и тада титула не изумире већ наставља да постоји све до краја Едо периода.
Кампаку који се повукао са власти добијао је име таико (јап. 太閤). Тако је називан Тојотоми Хидејоши иако је и даље остао активан у одлучивању после преношења титуле кампакуа свом рођаку.